# Солдатский (Песчанокопский район)
Солдатский — хутор в Песчанокопском районе Ростовской области.
Входит в состав Песчанокопского сельского поселения.

## Население
| 2010 |
| ---- |
| 9    |

## Археология
В 4,0 км к югу от хутора Солдатского находится курган «Песчанокоп».